# (24956) Qiannan
(24956) Qiannan est un astéroïde de la ceinture principale.

## Description
(24956) Qiannan est un astéroïde de la ceinture principale. Il fut découvert le 26 septembre 1997 à la station de Xinglong par Beijing Schmidt CCD Asteroid Program. Il présente une orbite caractérisée par un demi-grand axe de 3,13 UA, une excentricité de 0,16 et une inclinaison de 4,7° par rapport à l'écliptique.

## Compléments